# 井上希美
井上 希美（いのうえ のぞみ、1992年5月8日 - ）は、元女優。2022年から漫画編集者。
兵庫県神戸市出身。東京俳優・映画＆放送専門学校 総合俳優専攻卒業。劇団四季・CAMINO REAL所属していた。

## 来歴・人物
兵庫県立須磨東高等学校時代は放送部に所属し、主に朗読部門で大会に出場。1年時から県大会で優勝を重ね、3年時の2010年に行われた第57回NHK杯全国高校放送コンテスト朗読部門で4位となり優秀賞を受賞している。高校卒業後は「もっと表現者としてのスキルを磨きたい」と大学ではなく専門学校への進学を選択し、舞台と映像の両方が学べるとして東京フィルムセンター映画・俳優専門学校（現・東京俳優・映画＆放送専門学校）へ進学して総合俳優専攻にて演技を学ぶ。舞台制作プロジェクトを通じて、3年時には劇団四季出身の講師の指導のもとで『ウエスト・サイド物語』のヒロイン・マリア役、『クレイジー・フォー・ユー』のヒロイン・ポリー役などを演じた。
専門学校在学中に劇団四季研究所の研究生募集オーディションに合格して、卒業後の2014年に入所。同年8月10日に自由劇場で開幕した『ジーザス・クライスト・スーパースター エルサレム・バージョン』のアンサンブルで初舞台に立ち、その後2015年の『サウンド・オブ・ミュージック』のリーズル役、2016年の『ガンバの大冒険』の潮路役を演じてステップアップを重ね、2016年11月13日には前日京都劇場で開幕した『美女と野獣』で目標としていたヒロイン・ベル役に抜擢された。
2017年、劇団四季を退団。
2019年には、約5,000人が応募し5次試験にまで及んだ『やすらぎの刻〜道』（テレビ朝日）の出演者オーディションを勝ち抜き、根来信子役を演じて連続ドラマに初出演。
翌2020年には同度前期放送の『エール』でNHK連続テレビ小説に初出演し、歌手・藤丸役を演じて注目を集める。
書道師範の資格を持つ。
しかしコロナ禍を機に、エンタメは不要不急と言われ出して「私がしていることって何だろう」と考えて迷いが生じ、そして生活に困窮する人がいることを意識して「誰かを直接支えられる人になりたい」と考えるようになる。そこで転職する上で思い浮かんだのは小学生の頃から心の支えにするほど大好きな漫画で、自分から編集者として物語を届けたいと決める 。
2022年3月6日、自身のSNSにて「3月31日を以て俳優を引退する」ことを報告。同年4月から幻冬舎コミックスに入社して漫画誌の編集部員として勤務している。usao作のコミックエッセイ「はじめましてあかちゃん　赤ちゃんより泣いちゃう母親の絵日記」（2023年10月30日発売）を自ら初めて企画した。
2024年8月、田村良太と結婚。

## 主な出演

### テレビドラマ
- やすらぎの刻〜道（2019年、テレビ朝日） - 根来信子 役
- エール（2020年6月2日 - 、NHK） - 藤丸 役
- 津田梅子〜お札になった留学生〜（2022年） - 津田 琴 役

### 舞台
- ジーザス・クライスト・スーパースター エルサレム・バージョン（2014年） - アンサンブル
- サウンド・オブ・ミュージック（2015年） - リーズル 役
- ガンバの大冒険（2016年） - 潮路 役
- 美女と野獣（2016年、2017年） - ベル 役
- 星の砂（2018年、日穏-bion-）千穂 役
- Play a Life（2021年1月23-25日、劇団tiptap） 妻 役
- ラヴ（2021年3月24-28日、Artist Japan）エレン 役
- 踊る！埼玉（2021年5月19-23日、ミュージカル座）三郷 瞳 役
- ミュージカルショーボックスsummer（2021年7月9-11日、俺の株式会社）
- ル・シッド（2021年7月21-25日、Artist Japan）シメーヌ、ゴメス 役
- 午前5時47分の時計台（2021年9月15-19日、劇団山本屋）ミナト 役
- プッチーニの描いた世界（2021年11月16日、Jewels）エルヴィーラ　役
- ミュージカルショーボックスⅢ（2022年3月25-27日、俺の株式会社）
- Play a Life 10周年記念公演（2025年5月18日、劇団tiptap）

### CM
- キリンビバレッジ iMUSE（2019年）
- Amazon めっちゃお得（2020年）

### テレビ番組
- ながさき灯台ものがたり～癒しを求めてトキメキ女子旅〜（2022年、NCC長崎文化放送）

### ラジオ
- こでらんに5 ゲスト（2020年12月8日、NHK福島放送局）
- こでらんに5next ゲストパーソナリティ（2021年10月22日、NHK福島放送局）

### ナレーション
- ショートムービー「レジリエンス〜福島物語〜」（福島県立医科大学）

### CDジャケット
- スピッツ『ひみつスタジオ』(2023年)

### その他
- 翠楽苑×エール トークショーin白河（2020年10月31日、白河市主催）
- YELL FES〜古関裕而からのエール（2021年3月31日、古関裕而記念館主催）
- ソロライブ「やさしさだけでいい」（2021年6月6日、8月15日）
- アキフェスinえきまえ2021（2021年10月30日、福島駅前元気プロジェクト委員会主催）
- サテンドールミュージカルシリーズ11月 坂元健児×井上希美（2021年11月27日）
- 福のかぜ事業「ふるさとのコト2021」（2021年11月23日、福島商工会議所青年部主催）
- ソロライブ「冬のやさい」（2021年12月25日）
- 小南満佑子&井上希美〜ハーモニー・ソングブック〜（2022年1月22日、愛知県日進市主催）